# گوشه‌دارپولک
گوشه‌دارپولک(نام علمی: Goniopholis) نام یک سرده از راسته تمساح‌سانان است.